# 生田検校
生田 検校（いくた けんぎょう、1656年（明暦2年）- 1715年7月14日（正徳5年6月14日））は、江戸時代前期から中期にかけて活躍した筝曲音楽家である。諱は幾一。筝曲生田流の祖として知られている。

## 経歴・人物
筝曲の創始者、八橋検校の孫弟子として京都に生まれる。若くして失明し、八橋の門人であった北島検校の門人となり筝曲を学ぶ。この業績から、1696年（元禄9年）当時の師匠であった今井検校により検校に認定され、自ら「生田流」と称した。この筝曲流は後に米山検校や倉橋検校等の筝曲家に強い影響を与えた。
これにより、生田は角爪の創始や半雲井及び中空調子、筝に三味線を取り入れた新しい筝曲方を創始する等一躍有名な盲人作曲家となった。1705年（宝永5年）には七老の最高位に叙せられた。

## 主な作品

### 筝組歌
- 『思川』
- 『鑑の曲』
- 『四季源氏』

### その他の筝曲
- 『五段』- 段物。
- 『小笹』- 三弦長唄。